# 海洋溫度

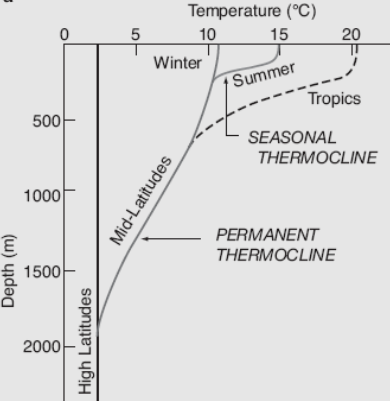
基於季節和緯度的不同溫躍層。
圖片橫軸表示溫度；縱軸表示水深。

海洋溫度（或稱海水溫度）取決於深度、地理位置及季節。不同地方的海水溫度、鹽度皆有所不同。通常，表層海水較深層海水溫暖、鹽度較高；而在極地地區，深層的海水較為溫暖，鹽度也較高。深層海水是海洋深處的寒冷鹹水；這些海水溫度均一，介於0-3°C表層海水的溫度則取決於落在其表面的太陽輻射量。在熱帶地區，太陽幾乎直射，表層水溫時常超過30 °C（86 °F）；而在兩極附近溫度約是−2 °C（28 °F）。海水循環日以繼夜，未曾間斷。溫鹽環流是個由海水不同的的溫度和鹽度驅動的全球洋流循環系統。溫暖的表層洋流在遠離熱帶時會變冷，水變得更稠密並下沉。在水溫和密度變化的驅動下，冷水作為深海流流回赤道，最終再次湧向海面。
海洋溫度一詞可用於表述任何深度的海水溫度，或專門用於不靠近表面的海洋溫度（在這種情況下，它與「深海溫度」同義）。
由於氣候變化，海洋正在變暖，而且變暖的速度持續加快，:9變暖趨勢遍及整個海洋。海洋表層（深度700公尺內）水溫上升最快。2022年，全球海洋是人類有記錄以來最熱的一年。

## 定義與分區

### 海面溫度

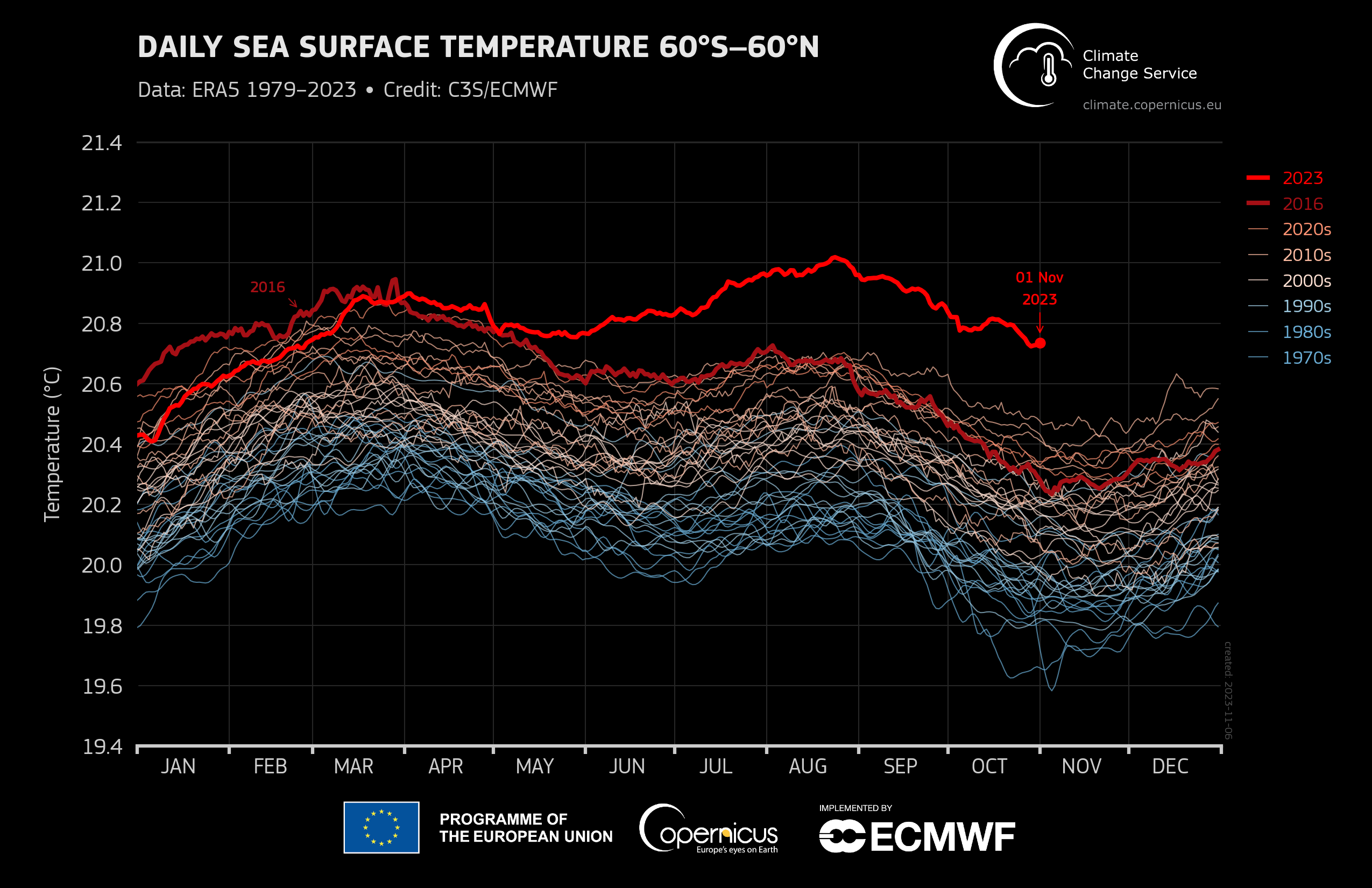
1979-2023年間海洋表面溫度的變化。

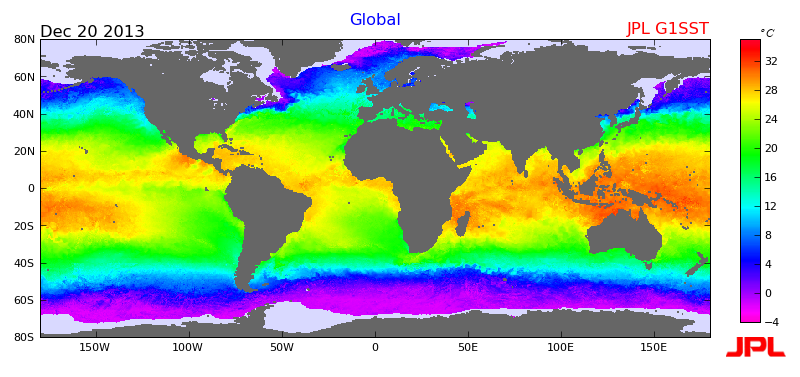
全球海面溫度地圖，赤道周圍較溫暖，而極地周圍較寒冷。（2013 年 12 月 20 日，分辨率為 1 公里）。

自1900年左右以來，全球平均海面溫度一直在上升（圖表顯示了年平均值和5年平滑平均值；以1951-1980年的平均值作為基準）。

海面溫度是指接近海洋表面的水溫。對於表面的定義會有不同種的詮釋，取決於檢測方式，但通常是海面以下1毫米到20米之處。地球表面的氣團會直接受到海面溫度的影響而改變；天氣亦是如此，例如造成海風和海霧。溫暖的海面可能孕育熱帶氣旋。
在全球暖化之際，海洋吸收了多餘熱量的92%，這也導致更多的暴風雨及洪水事件。

### 深海溫度
海面以下（通常只深度超過20公尺）的溫度稱為「海洋溫度」或「深海溫度」。海洋溫度也會因地區和時間而異，並導致海洋熱含量和海洋分層的變化。氣候變遷也提高了深海溫度。
深層海水占了海水總量的90%，溫度介於0-3°C，鹽度3.5%

## 海洋溫度的影響
海洋溫度和溶氧率是影響初級生產、海洋碳循環與海洋生態系的重要變因。它們與鹽度和密度共同扮演了海洋系統的重要角色，讓海水混合或分層、產生洋流等。

### 海洋含熱量
透過不同深度的海洋溫度能計算出海洋熱含量。
海洋熱含量是指海洋吸收和儲存的熱能。為了計算海洋熱含量，需要測量各地海洋不同位置和深度的溫度，並積分整個海洋的熱量面密度，即可得出海洋總熱量。1971年至2018年間，海洋熱含量的增加佔全球暖化導致的地球過剩熱能的九成以上。海洋熱含量增加的主要因素是溫室氣體排放增加。:1228截至2020年，大約三分之一的過剩熱量已傳播到700公尺以下的深海。2022年世界海洋熱含量超過了2021年的記錄，再度成為歷史記錄中最熱的水平。在2019至2022年間，北太平洋、北大西洋、地中海和南冰洋這四個地區打破了六十多年來的最高熱量觀測結果。海洋熱含量和海平面上升是氣候變化的重要指標。
海水容易吸收太陽能，並且熱容量遠大於大氣氣體。 因此，海洋頂部幾公尺所包含的熱能比整個地球大氣層還多。早在1960年以前，研究船和研究站便已開始在世界各地對海面溫度和更深處的溫度進行了採樣。此外，自2000年以來，由近4000個機器人組成的Argo計畫拓展了測量能力，更能呈現了溫度異常的情況和海洋熱含量的變化。已知至少自1990年以來，海洋熱含量就不斷穩定增長，甚至加速增長。2003-2018年間，在深度小於2000公尺的區域內，平均每年增加9.3澤焦耳（這相當於 0.58±0.08 W/m2 的能量增長速率）。測量的不確定性主要是來自測量精度、空間覆蓋範圍，及持續數十年不間斷測量的三方面挑戰。

## 測量
可以透過各種技術測量海洋溫度。在海面以下，溫度測量與深度測量密不可分，因為溫度會隨深度變化而劇烈改變，特別是在弱風且日照強烈的白天。
一個基本的技術是將CTD（溫鹽深儀）垂降到水面下以測量水溫與其他資訊。它透過導電電纜不斷地將數據發送到船上。該設備通常安裝在包括水採樣瓶的框架上。自2010年代以來，自動駕駛裝置（如微型潛水器等）越來越多。它們攜帶CTD傳感器，但獨立於研究船運行。
基本CTD系統可用於研究船（帶有導電電纜）和無人裝置甚至海獅。 在最後一種情況下，數據必須通過遙測而不是電纜傳回。
海面溫度測量僅限於近表層。它們可以用溫度計或衛星光譜進行測量。1970年創建了第一顆全球複合衛星；1967年以來氣象衛星已受到廣泛應用。
先進甚高分辨率輻射計（AVHRR）是從太空測量海面溫度最常用的儀器。:90
不同深度的海洋溫度可以通過南森瓶、深海溫度計、CTD或海洋聲學斷層掃描獲得的測量結果估算而得。海面溫度也可以繫泊浮標和漂流浮標的測量，例如全球漂流者計劃和國家數據浮標中心便有部署浮標。世界海洋數據庫計畫是最大的世界所有海洋溫度剖面數據庫。
一個由“深海 Argo”浮標組成的小型測試艦隊旨在將測量能力擴展到約 6000公尺深。完全部署後，它將準確採樣大部分海洋空間的溫度。

### 水銀溫度計
熱敏電阻和水銀溫度計被廣泛部署在船舶和浮標上幫助測量海水溫度。:88水銀溫度計可以放置在船舷上方的桶中測量海水溫度或放置在南森瓶上以測量更深層海水的溫度。:88

### Argo 計畫
Argo是一个海洋观测系统的名称，可为气候、天气、海洋学及渔业研究提供实时海洋观测数据。

Argo计划首先在1999年召开的海洋观测大会上提出，该会议是由国际机构组织的，旨在创建可协调的海洋观测方式。原始的 Argo 计划书（页面存档备份，存于） 由一个科学家组成的小组编写，该计划书描述了一个由3000个浮标组成的全球海洋观测网计划，并将在2007年的某时完成。2007年11月，由3000个浮标组成的全球海洋观测网全面建成。Argo指导工作组于1999年在美国马里兰召开了第一次会议，并在会上概述了全球数据共享原则。Argo指导工作组于2009年向海洋观测大会提交了十年进展报告 ，并收到了有关如何完善观测网的建议。这些建议包括在高纬度海区、边缘海（如墨西哥湾和地中海）和沿赤道海区加强观测，在西边界强流区（如墨西哥灣暖流和黑潮）强化观测，向深海扩展观测以及利用新型传感器监测海洋生物和化学变化等。2012年11月，Argo观测网已收集了100万条剖面（是20世纪所有调查船观测资料的两倍），并在多家组织的网站上进行了报道。

## 海洋暖化

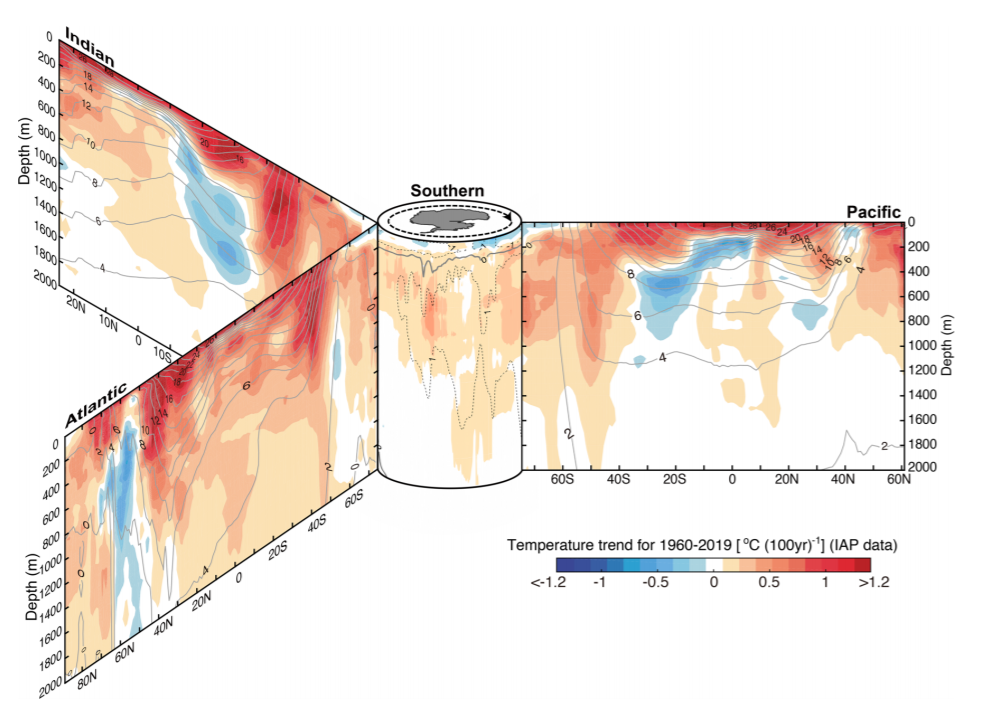
1960 年至 2019 年從南極洲周圍的溫度變化圖。

### 趨勢

海洋吸收球球暖化中超過九成的額外熱量，因此地表溫度的上升趨勢遠高於海洋表面。資料來自NASA 趨勢圖以第一次工業革命開始前的氣溫作為基線。

氣候變化直接造成了海洋暖化的趨勢。:9從工業化前期到2011年至2020年十年間，海洋表面的溫度已升高0.68至1.01°C。:1214海洋溫度持續上揚是地球能量不平衡不可避免的結果，而地球能量不平衡主要是由溫室氣體水平上升造成的。
海洋上層（淺於700m）變暖速度最快。變暖趨勢廣泛，而大部分海洋熱量增加發生在南冰洋。例如，20世紀50年代至80年代，南冰洋的溫度上升了0.17°C，幾乎是全球海洋上升速率的兩倍。
變暖速率隨深度而變化：在一千米深處，全球變暖的速度約是每世紀0.4°C（數據來自 1981 年至 2019 年），是南冰洋的兩倍。:463
由於不同地區的水溫不同，海洋總熱量的變化更能呈現海洋變暖的趨勢。與1969–1993年間相比，在1993至2017年間，海洋吸收了更多的熱量。:457

### 結果
這些觀察到的變化的根本原因是人為排放的溫室氣體（例如二氧化碳和甲烷）。這不可避免的導致海洋變暖，因為海洋吸收了氣候系統中大部分額外的熱量。
換言之：海洋溫度上升是地球能量收支不平衡的必然結果，主要與溫室氣體濃度增加有關。

### 主要物理效應

#### 海洋分層增加和氧氣含量降低
更高的氣溫導致海洋表面升溫，暖水穩定維持在靠近表面的位置，海洋層之間的混合減少，同時減少上層了與寒冷深水的循環，進而使海洋層化增加。上下混合的減少減弱了海洋吸收熱量的能力，因此未來更多的熱量將集中到大氣層和陸地中。熱帶氣旋和其他風暴的能量可能增加，上層海洋中魚類的養分將會減少，海洋儲碳的能力也會降低。
水對氧氣的溶解度隨溫度增加遞減。層化現象使表面溫度上升，溶氧量降低，也導致從表層水到深層水的供氧減少，從而進一步降低整體水域的氧氣含量。 這種現象稱之為海洋低氧現象。海洋低氧區正不斷擴張。:471

#### 洋流改變
洋流是由不同緯度的溫度差異，以及盛行風和海水差異密度引起的。空氣在赤道附近往往受到加熱，因此升起，然後在稍微向極地的地方冷卻，因此下沉。全球暖化改變了固有的空氣循環系統和其他條件，進而影響洋流。

## 地質歷史
基於岩石樣本中氧和矽同位素，預測出前寒武紀海洋溫度非常高。35億-20億的海洋溫度約是在55–85°C；而10億年前溫度下降到10到40°C。來自前寒武紀生物體的重建蛋白質也提供了證據，表明古代世界比今天溫暖得多。
寒武紀大爆發（大約 5.388 億年前）是地球生命演化過程中的一個關鍵事件。這一事件發生時，海面溫度預計將達到 60°C 左右。這時的高溫超出現代海洋無脊椎動物的承受範圍，即38°C。
而在1億-6600萬年前的白堊紀後期全球平均氣溫達到了過去約 2 億年的最高水平。
氧同位素數據庫的數據表明，在多個地質時期，例如寒武紀後期、三疊紀前期、白堊紀後期和古新世-始新世過渡期間，發生了七次全球暖化事件。在這些變暖時期，海面溫度比現在高出約 5–30 °C。

## 註解
1. ↑  熱量面密度即同一高度平面下的熱量密度。熱量面密度因次是能量/距離
2. ↑  翻譯自英文內容: "marine heatwaves are more frequent [...], more intense and longer [...] since the 1980s, and since at least 2006 very likely attributable to anthropogenic climate change"